# Casas Sarti
As Casas Sarti são quatro casas extintas, construídas em 1904 pelo arquiteto Eduardo Loschi a pedido da Família Sarti, com intuito de aluga-las. As casas se localizavam na Avenida Paulista, nos números 119, 121, 123 e 125 (atualmente nº 486 e nº 500), na cidade de São Paulo. Hoje, no local se encontram o Edifício Paulista 500 e o Veneza Shopping.

## História
A Família Sarti era investidora de imóveis e empresários no ramo de hotelaria. Os lotes 119 e 121 foram compradas pelo Lourenço Sarti e os lotes 123 e 125 foram compradas pelo Serafino Sarti. Contrataram o arquiteto Eduardo Loschi para construir um conjunto de quatro casas, simples, para alugar.
Dentre os vários moradores, entre os anos de 1912 e 1913, residiu na casa de nª 121, o cônsul francês Ernest Charles Birlé.
As casas de nº 119, 121 e 123 foram demolidas e construíram no local um imóvel único, só restando a casa de nº 125, que em meados do ano 2000 funcionava uma loja chamada Centrocópias.
Atualmente, no local das antigas Casas Sarti, se encontram o Edifício Paulista 500 e o Veneza Shopping.

## Arquitetura
As quatro Casas Sarti tiveram suas construções similares, com arquitetura simples. O acesso a casa se dava pela sala de estar, havia um corredor que interligava a três quartos intercomunicáveis e a sala de jantar e ao fundo ficava a área de serviço.